# Lölldorf
Lölldorf ist ein Gemeindeteil der Gemeinde Wieseth im Landkreis Ansbach (Mittelfranken, Bayern). Lölldorf liegt in der Gemarkung Aichau.

## Geographie
Im Dorf entspringt der Mutterbach, der 0,5 km weiter nördlich als rechter Zufluss in den Löschenbach mündet, der wiederum ein rechter Zufluss der Wieseth ist. Im Norden liegt das Flurgebiet Bühl, im Süden das Lindelsfeld und 0,5 km südwestlich das Waldgebiet Lindlein. Eine Gemeindeverbindungsstraße führt jeweils zur Staatsstraße 2222 (0,5 km südwestlich bzw. 0,8 km südöstlich) zwischen Kaierberg im Westen und Wieseth im Osten. Eine Gemeindeverbindungsstraße führt nach Ammonschönbronn (1,3 km östlich).

## Geschichte
Das Kloster Heilsbronn erwarb 1337 im Ort durch Tausch ein Gut von Friedrich Rupp aus Dinkelsbühl und 1517 ein weiteres Gut durch Kauf von M. Hammer aus Lehrberg.
Lölldorf lag im Fraischbezirk des ansbachischen Oberamtes Feuchtwangen. 1732 bestand der Ort aus 11 Anwesen mit 13 Mannschaften und 1 Gemeindehirtenhaus. Grundherren waren Feuchtwangische Ämter (Verwalteramt Forndorf: 1 Gütlein; Verwalteramt Waizendorf: 1 Hof mit doppelter Mannschaft, 2 Halbhöfe, 2 Gütlein), das Stiftsamt Ansbach (1 Hof, 1 Hof mit doppelter Mannschaft) und das eichstättische Kastenamt Herrieden (1 Hof, 2 Halbhöfe). Gegen Ende des Alten Reiches gab es 14 Haushalte, von denen 4 eichstättisch waren. Von 1797 bis 1808 unterstand der Ort dem Justiz- und Kammeramt Feuchtwangen.
Mit dem Gemeindeedikt (frühes 19. Jahrhundert) wurde Lölldorf dem Steuerdistrikt Gräbenwinden und der Ruralgemeinde Aichau zugewiesen. Im Zuge der Gebietsreform in Bayern wurde Lölldorf am 1. Januar 1972 nach Wieseth eingemeindet.

### Baudenkmäler
- Zwei Sühnekreuze aus Sandstein, mittelalterlich.[10]
- Steinkreuz. Steinkreuz, mittelalterlich, Sandstein; an der Straße zwischen Kaierberg und Wieseth, nördlich bei Kilometerstein 9,5.[10]

### Einwohnerentwicklung
| Jahr      | 001818 | 001840 | 001861 | 001871 | 001885 | 001900 | 001925 | 001950 | 001961 | 001970 | 001987 | 002006 |
| Einwohner | 85     | 68     | 77     | 79     | 75     | 99     | 94     | 83     | 76     | 86     | 70     | 61     |
| Häuser    | 14     | 14     |        |        | 14     | 15     | 15     | 15     | 17     |        | 20     |        |
| Quelle    | [ 12 ] | [ 13 ] | [ 14 ] | [ 15 ] | [ 16 ] | [ 17 ] | [ 18 ] | [ 19 ] | [ 20 ] | [ 21 ] | [ 22 ] | [ 1 ]  |

## Religion
Der Ort ist seit der Reformation evangelisch-lutherisch geprägt und bis heute nach St. Wenzeslaus (Wieseth) gepfarrt. Die Einwohner römisch-katholischer Konfession waren ursprünglich nach St. Ulrich und Afra (Feuchtwangen) gepfarrt, heute ist die Pfarrei Herz Jesu (Bechhofen) zuständig.

## Vereine
Der Ort hat mit Ammonschönbronn zusammen seit über 100 Jahren eine Freiwillige Feuerwehr. Jährlich wird seit einigen Jahren ein Maibaum aufgestellt.